# Exilado cubano

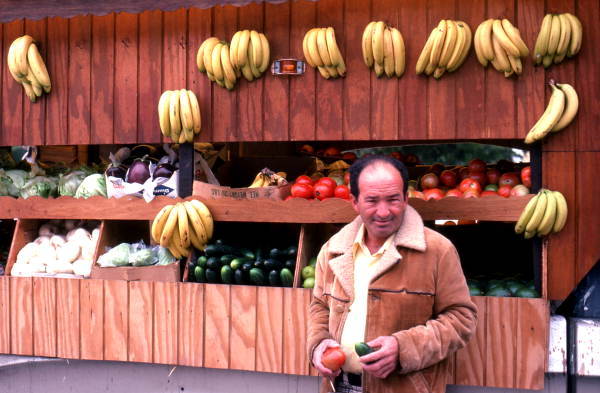
Uma barraca de frutas e vegetais no bairro de Pequena Havana, em Miami, em 1980.

Um exilado cubano é uma pessoa que emigrou de Cuba no êxodo cubano. Os exilados têm várias experiências diferentes como emigrantes, dependendo de quando migraram durante o êxodo.

## Demografia

### Classe social
Os exilados cubanos provinham de diversas origens económicas, geralmente reflectindo a onda de emigração da qual faziam parte. Muitos dos cubanos que emigraram cedo eram da classe média e alta, mas muitas vezes trouxeram muito pouco consigo quando deixaram Cuba. Pequenas comunidades cubanas foram formadas em Miami, nos Estados Unidos, Espanha, Costa Rica, Uruguai, Itália, Canadá e México. Pelos Freedom Flights, muitos emigrantes eram trabalhadores de classe média ou operários, devido às restrições do governo cubano à emigração de trabalhadores qualificados. Muitos profissionais exilados não tinham licença fora de Cuba e começaram a oferecer os seus serviços na economia informal. Os exilados cubanos também utilizaram o domínio da língua espanhola para abrir negócios de importação e exportação ligados à América Latina. Na década de 1980, muitas empresas pertencentes a exilados cubanos prosperariam e desenvolveriam uma comunidade empresarial próspera. O êxodo de Mariel em 1980 viu novos emigrantes de Cuba abandonarem as duras perspectivas da economia cubana.

### Cubanos gays

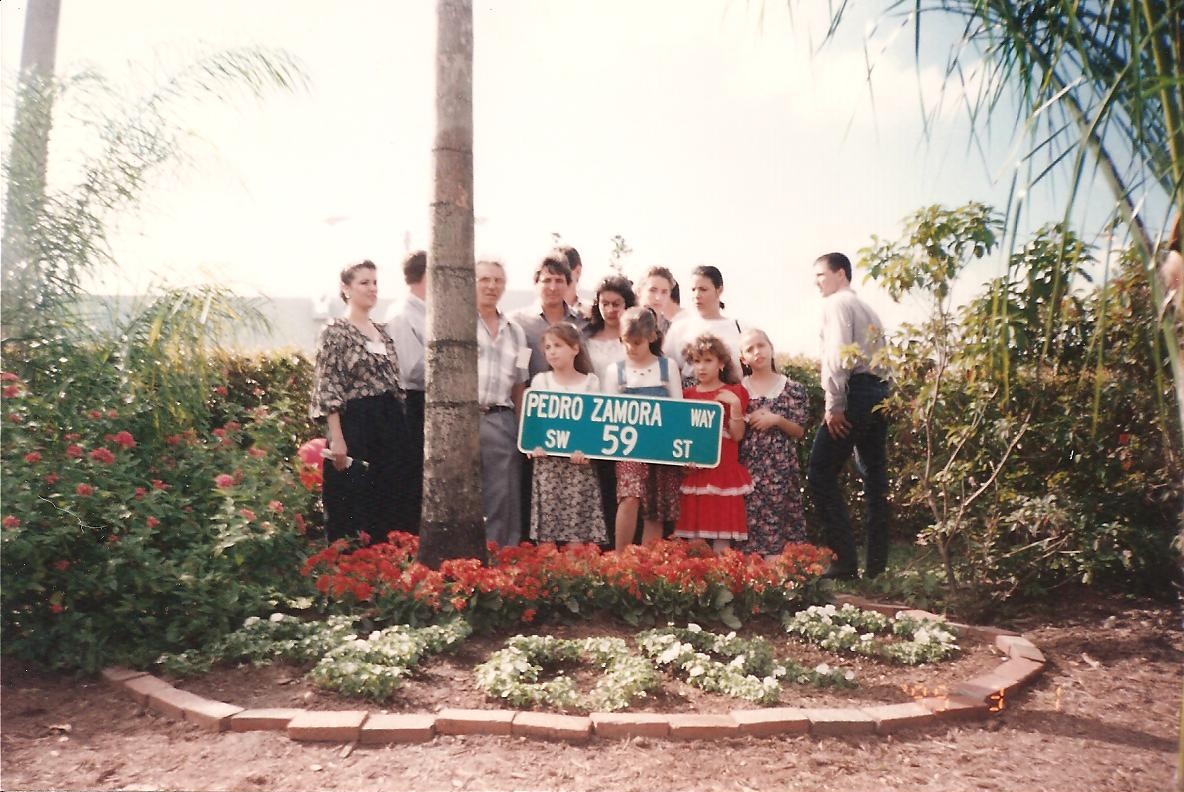
Um memorial de 1995 para o exilado cubano assumidamente gay e educador sobre AIDS, Pedro Zamora.

Entre 1965 e 1968, o governo cubano internou cubanos LGBT, juntamente com outros considerados desviantes que não queriam ou não tinham permissão para servir nas forças armadas, em campos de trabalho chamados Unidades Militares de Ajuda à Produção. Fora dos campos de trabalho, prevaleceria a discriminação e a ideação preconceituosa contra os membros LGBT da sociedade cubana, e a homossexualidade não seria descriminalizada até 1979. Os cubanos LGBT tentaram, nomeadamente, escapar da ilha alistando-se nas forças armadas cubanas para serem destacados para o estrangeiro ou emigrando no êxodo de Mariel, onde os prisioneiros cubanos LGBT foram especificamente visados pelas autoridades para receberem aprovação para emigrar.
Os exilados do sexo masculino do êxodo de Mariel foram descritos pela administração Castro como afeminados e muitas vezes tratados pejorativamente com homofobia pelos líderes. A masculinidade revolucionária - machismo - e uma associação da homossexualidade com o capitalismo fomentaram sentimentos homofóbicos na cultura revolucionária cubana. Esta atmosfera levou muitos cubanos LGBT a fugir quando Fidel Castro anunciou que permitiria o êxodo. Em 1980, a homossexualidade já não era criminalizada pela lei cubana, mas os cubanos gays ainda enfrentavam discriminação sistémica. Houve um fenômeno social de homens heterossexuais se passando por gays para passar nas entrevistas exigidas dos candidatos ao êxodo, porque se acreditava que os homossexuais tinham maior probabilidade de passar no painel realizado para determinar se uma pessoa poderia sair de Cuba. Comunidades de exilados gays formadas nos centros de processamento que arregimentavam aqueles que solicitavam entrada nos Estados Unidos. Esses centros mantiveram suas populações segregadas por gênero. Como resultado, a maioria dos relatórios sobre comunidades LGBT exiladas cubanas nestes centros centrava-se em exilados gays do sexo masculino. No entanto, relatórios de segunda mão sugeriram que comunidades lésbicas paralelas se formaram na população feminina. Embora a lei dos Estados Unidos proibisse tecnicamente a emigração para o país por motivos de homossexualidade, foram feitas exceções para os exilados para apoiá-los como anticomunistas. Apenas as pessoas LGBT que disseram clara e explicitamente ao painel de imigração dos EUA que se identificavam como tal tiveram a entrada negada nos Estados Unidos.
A autora Susana Pena escreveu sobre pessoas LGBT no êxodo de Mariel e especulou que seu reassentamento em Miami pode ter estimulado um renascimento da vida social LGBT em South Beach.

### Afro-cubanos
Embora menos exilados afro-cubanos tenham chegado nas primeiras ondas de migração, a presença afro-cubana foi maior entre os períodos do êxodo de Mariel e a crise dos Balseros. Algo entre 20% e 40% dos Marielitos foram identificados como negros. Uma parte substancial dos exilados afro-cubanos foi assimilada pela comunidade afro-americana, mas alguns permanecem activos na comunidade cubano-americana.